# 高知記念病院
高知記念病院（こうちきねんびょういん）は、医療法人高田会が高知県高知市城見町に設置する病院。

## 診療科
（この節の出典）
- 神経内科
- 糖尿病内科
- 呼吸器内科
- 血液内科
- 透析内科
- リウマチ科
- 整形外科
- 肛門外科
- 消化器外科
- 皮膚科

## 医療機関の指定・認定
- 保険医療機関[2]
- 労災保険指定医療機関[2]
- 指定自立支援医療機関（更生医療）[2]
- 身体障害者福祉法指定医の配置されている医療機関[2]
- 生活保護法指定医療機関(中国残留邦人等の円滑な帰国の促進並びに永住帰国した中国残留邦人等及び特定配偶者の自立の支援に関する法律（平成6年法律第30号）に基づく指定医療機関を含む。)[2]
- 指定小児慢性特定疾病医療機関[2]
- 難病の患者に対する医療等に関する法律（平成26年法律第50号）に基づく指定医療機関[2]
- このほか、各種法令による指定・認定病院であるとともに、各学会の認定施設でもある。

## 不祥事
- 2020年9月（2021年3月報道） - 女性看護師が、担当する認知症の男性入院患者の裸をのスマートフォンで写真撮影し同僚に送信。また女性介護職員が、この患者が病室で転倒する様子を11月にスマートフォンで撮っていたことも判明した。病院は女性看護師を減給1ヵ月、出勤停止1週間とし、女性介護職員を出勤停止3日の懲戒処分にした[3]。

## 交通アクセス
- とさでん交通後免線「菜園場町停留場」又は「宝永町停留所」より徒歩3分[4]